# Chimosina
La chimosina, o rennina, è un enzima appartenente alla classe delle idrolasi (ed alla famiglia delle peptidasi A1), necessario alla digestione della caseina presente nel latte.

## Caratteristiche
È prodotta, assieme al pepsinogeno, dalle cellule adelomorfi (o zimogeniche) a livello delle ghiandole gastriche propriamente dette della mucosa dello stomaco. La sua produzione è maggiore in periodo neonatale.
La specificità dell'enzima è molto ampia e si sovrappone a quella della pepsina A. Il taglio preferenziale è presso il sito Ser-Phe105┼Met-Ala della catena κ della caseina.